# کاتلین کویینلان
کاتلین دنیس کویینلان (به انگلیسی: Kathleen Denise Quinlan) بازیگر، آمریکایی متولد ۱۹ نوامبر ۱۹۵۴ است
او تا کنون بیش از ۵۰ فیلم بازی کرده‌است که شاید شناخته شده‌ترین نقشش نقش دبورا آندرس بود که نامزد گلدن کلوب شد او همچنین در سریال فرار از زندان هفت قسمت بازی کرد. او همچنین در فیلم ساقدوش، انهدام، منطقه گرگ و میش، نبرد شیکر هایتس، سگ‌های چمن، آخرین نور، ال پادرینو و فعالیت مدنی بازی کرده‌است.